# Sönke Brandschwert
Sönke Brandschwert (* 1965 in Sinsheim) ist ein deutscher Krimi-Autor.

## Leben
Er ist in Frankfurt am Main aufgewachsen und lebt heute im Taunus. Beruflich kommt er ursprünglich aus dem Informatikbereich und kennt sich sowohl mit Datenbanken als auch mit Netzwerken und in der Programmierung aus. Sein Know-how verarbeitete er in seinem Erstlingswerk Netzinfarkt.

## Auszeichnungen
- Silberne Pistole beim Wiesbadener Kurzkrimiwettbewerb 2005 für seine Kurzgeschichte Eine angemessene Anzahl von Gästen, veröffentlicht in der Anthologie Mörderisches Wiesbaden 4 (Frankfurter Societäts-Verlag, ISBN 978-3797309860)

## Werke
- Netzinfarkt (2004, ISBN 978-3000129346)
- Hals in der Schlinge (2006, ISBN 978-3981122909)
- Netzinfarkt - Blue Edition (2007, ISBN 978-3981122916)
- Schattenraum (2008, ISBN 978-3981122954)
- Spiel, bis du stirbst (2010, ISBN 978-3942725002)
- Töte, um zu leben (2014, ISBN 978-3-9427250-3-3)